# Fustanes
Fustanes (llamada oficialmente San Lourenzo de Fustáns) es una parroquia y un lugar del municipio español de Gomesende, en la provincia de Orense, Galicia.

## Toponimia
La parroquia también es conocida por el nombre de San Lorenzo de Fustanes.

## Organización territorial
La parroquia está formada por  diecisiete entidades de población:

### Entidad de población
Entidad de población que forma parte de la parroquia:
- A Casanova
- A Granxa
- Agrufeixe
- A Ocella
- As Barreiras
- As Regas
- A Trigueira
- A Veiga
- Casaldrigo
- Cimadevila
- Dornelas
- Fustáns
- Garabelos
- Redondallo
- Vilacova

### Despoblados
Despoblados que forman parte de la parroquia:
- A Legumieira
- Os Outeiriños

## Demografía

### Parroquia
| Gráfica de evolución demográfica de Fustanes (parroquia) entre 2000 y 2022 |
|                                                                            |
| Datos según el nomenclátor publicado por el INE.                           |

### Lugar
| Gráfica de evolución demográfica de Fustáns (lugar) entre 2000 y 2022 |
|                                                                       |
| Datos según el nomenclátor publicado por el INE.                      |